# Pierre II Gaucelme
Pour les articles homonymes, voir Pierre II.
Pierre Gaucelme est un prélat du Moyen Âge (mort le 10 mai 1280), trente-huitième évêque connu de Nîmes de 1272 à 1280. Il est issu de la maison des Gaucelmes ou Gaucelins, seigneurs de Lunel. Prévôt de l'église de Marseille lors de son élévation à l'épiscopat, il est élu contre Bernard de Languissel. 